# Jorge Grau
Pour les articles homonymes, voir Grau (homonymie).
Jorge Grau est un réalisateur et scénariste espagnol né le 27 octobre 1930 à Barcelone et mort le 26 décembre 2018 à Madrid. Il est notamment connu pour ses films d'horreur, Cérémonie sanglante et surtout Le Massacre des morts-vivants, primé au festival de Sitges et par le Círculo de Escritores Cinematográficos.

## Biographie
Il a commencé son incursion dans le cinéma en tant que réalisateur assistant dans des films tels que Diez rifles espera (1959) de José Luis Sáenz de Heredia et Agguato a Tangeri (1957) de Riccardo Freda. Cette coïncidence l'a impliqué dans le tournage d’un documentaire sur la pêche au thon à Barbate lorsqu’il préparait le scénario de son prochain film, Noche de verano (1962).
Des films tels que La trastienda (1975), une critique de l'Opus Dei, Le Téméraire (El espontáneo) (1964) et Una historia de amor (1966) véhiculent des messages moraux qui ont jadis suscité la controverse. Cérémonie sanglante (Ceremonia sangrienta) (1973) et Le Massacre des morts-vivants (Non si deve profanare il sonno dei morti) (1974) sont ses deux incursions dans le cinéma fantastique, qui lui ont valu une place d’honneur dans la cinématographie espagnole. Sa volonté réaliste est présente dans tous ses films. Il est le père du cinéaste Carlos Grau.

## Filmographie
Comme réalisateur
- 1961 : Ocharcoaga (es)
- 1963 : Le Péché (Noche de verano)
- 1964 : Le Téméraire (es) (El espontáneo), drame tauromachique avec Luis Ferrín et Fernando Rey
- 1967 : Acteón (es)
- 1967 : Una historia de amor (ca)
- 1968 : Tuset Street (es)
- 1970 : Chicas de club (es)
- 1971 : Historia de una chica sola
- 1973 : Peine de mort (Pena de muerte), thriller avec Fernando Rey et Marisa Mell
- 1973 : Cérémonie sanglante (Ceremonia sangrienta), film d'horreur avec Lucía Bosé et Ewa Aulin
- 1974 : Le Massacre des morts-vivants (No profanar el sueño de los muertos), film de zombies avec Ray Lovelock et Cristina Galbó
- 1975 : La trastienda (es)
- 1976 : El secreto inconfesable de un chico bien (es)
- 1976 : La siesta
- 1978 : Cartas de amor de una monja
- 1981 : La leyenda del tambor (es)
- 1983 : La Réserve de chasse (Coto de caza), thriller avec Assumpta Serna et Víctor Valverde
- 1984 : Muñecas de trapo
- 1987 : El extranger-oh! de la calle Cruz del Sur
- 1989 : La puñalada
- 1994 : Tiempos mejores